# 塞浦路斯航空284號班機空難
塞浦路斯航空284號班機空難是塞浦路斯航空一班的來回尼科西亞國際機場至雅典伊拉克利翁國際機場（Ellinikon International Airport）定期航班，1967年10月12日，一架彗星型客機（DH-106型）於地中海上空爆炸，機上有66名乘客遇難。

## 原因
不明